# Augusto César Lopes Gonçalves
Augusto César Lopes Gonçalves (3 de agosto de 1865 — 18 de novembro de 1938) foi um senador do Brasil durante a República Velha (ou Primeira República).

## Biografia
Lopes Gonçalves nasceu em Vitória do Baixo Mearim, Maranhão. Formou-se em Direito pela Faculdade de Direito do Recife, retornando posteriormente ao Maranhão onde exerceu o cargo de Promotor Público de 1888 a 1891. Transferiu-se posteriormente para Manaus onde exerceu a advocacia e foi professor de Direito Criminal na Faculdade de Direito da Universidade de Manaus. Em 1904 foi designado para representar o Estado do Amazonas na Exposição de St. Louis.
Ingressou na política e foi eleito Senador pelo Amazonas de 1915 a 1923 e por Sergipe de 1924 a 1930, quando teve o mandato cassado pela Revolução de 1930. Deixou importantes obras jurídicas e históricas, como a obra Estudo sobre o Rei Eduardo VII, na qual foi honrado com duas cartas, uma do Rei Jorge V e outra do Rei Eduardo VIII.
Lopes Gonçalves faleceu no Rio de Janeiro em 1938. Era casado com Sarah de Freitas Lopes Gonçalves, filha do Visconde de Vila Gião, tendo um filho único, o Dr. Augusto de Freitas Lopes Gonçalves, advogado, jornalista e membro do Instituto Brasileiro de Teatro.